# Hans-Dieter Moritz
Pour les articles homonymes, voir Moritz.
Hans-Dieter Moritz (né le 13 janvier 1940 à Daaden) est un homme politique allemand et membre du Landtag (SPD).

## Biographie
Après avoir étudié à l'école primaire, Moritz suit un apprentissage de monteur chez Erzbergbau Siegerland AG de 1954 à 1957, puis travaille comme ajusteur à la mine Pfannenberger Einigkeit jusqu'en 1962. De 1962 à 1963, il travaille également comme monteur à la mine Füssenberg-Friedrich Wilhelm à Biersdorf. Il fonde également une société de location de voitures en 1962, qui est ensuite reprise par son père et son frère. De 1963 à 1965, il est manager chez IG Bergbau und Energie à Saalfelden. De 1965 à 1985, Moritz est directeur du parti du SPD dans les sous-districts de Siegen-Wittgenstein et d'Olpe.
Moritz est membre du SPD depuis 1961. Il est présent dans de nombreux comités du parti au niveau des sous-districts et est président du SPD à Neunkirchen pendant de nombreuses années. Il est également membre du syndicat des mines et de l'énergie.
Moritz est marié et a deux enfants et trois petits-enfants.

## Parlementaire
Du 30 mai 1985 au 2 juin 2005 Moritz est membre du Landtag de Rhénanie-du-Nord-Westphalie durant les 10, 11, 12 et 13 législatures en représentant la 145e circonscription Siegen-Wittgenstein II. De 1990 à 2005, il est membre du Présidium du Landtag.
Moritz est membre et maire temporairement adjoint du conseil municipal de Neunkirchen de 1969 à 1984, et est président du groupe parlementaire SPD jusqu'en 1979. De 1979 à 2004, Moritz est membre du conseil de l'arrondissement de Siegen-Wittgenstein, de 1981 à 2004 en tant que président du groupe parlementaire SPD. De 2005 à 2014, il est président du SGK Siegen-Wittgenstein et en est le président d'honneur depuis 2014.